# Fever (Cascada)
Fever è un singolo del gruppo dance tedesco Cascada, pubblicato nel 2009 ed estratto dall'album Evacuate the Dancefloor.

## Tracce
- CD Singolo (Germania)

1. Fever (radio edit)
2. Fever (Ryan Thistlebeck remix)